# Kia Picanto
La Kia Picanto (ou Morning en Corée du Sud) est une petite citadine du constructeur automobile Sud-coréen Kia commercialisée en 3 générations depuis 2004.

## Kia Picanto I
La première génération est lancée en Europe en avril 2004, basée sur la plateforme raccourcie de la Daihatsu Cuore VI qui servit également pour la Hyundai Atos.
La Picanto est le modèle le plus vendu de Kia en Europe de 2004 à 2006, représentant un tiers des ventes de la marque durant ces années,,,,,,,,.
La Picanto dispose de deux moteurs essence à 4-cylindres d'une capacité 1.0 61 ch et 1.1 65 ch, rejoint par un moteur Diesel 1.1 CRDI à l'automne 2005,.

### Kia Picanto I phase 2 et 3
Elle a été restylée en 2007 ; on peut distinguer la différence au niveau des optiques ainsi que le pare-chocs avant et les antibrouillards ; avec une légère modification au sein de l'habitacle en ce qui concerne la couleur des sièges et l'emplacement de quelques boutons au tableau de bord. Elle rivalise avec la Dacia Sandero, la Peugeot 207 et la Citroën C3 ; c'est aussi la concurrente directe de la Hyundai i10.
Une Picanto phase 3 est lancée en 2009, mais elle n'est pas commercialisée en Europe.

### Finitions
En France, la Kia Picanto était disponible en 4 à 5 finitions avant le restylage, puis 3 finitions après le restylage.
- LX (2004-2007) : ABS, direction assistée, vitres avant et rétroviseurs électriques, banquette arrière rabattable 1/3-2/3...
- LX Clim (2004-2007) : LX + climatisation manuelle
- EX (2004-2007) : LX Clim + airbags latéraux, lecteur CD...
- EX Pack (2004-2007) : EX + antibrouillards, jantes alliage...
- Pack Premium (2005-2007) : EX Pack + vitres arrière électriques, sellerie mi-cuir...
- Motion (2007-2011)
- Active (2007-2011)
- Active Clim (2007-2011)

## Kia Picanto II
Kia a dévoilé en mars 2011 sa seconde génération de Picanto au salon de Genève. C'est une toute nouvelle voiture qui utilise la même plate-forme que sa cousine la Hyundai i10. Elle est restylée en 2015.

### Motorisations
Il existe plusieurs types de moteurs qui ont été montés sur les Kia Picanto depuis le début de leur commercialisation :
À partir de mars 2004 jusqu'en mars 2011 :
- 1.0 essence à 4 cylindres dont la puissance est de 61 ch ;
- 1.1 essence à 4 cylindres dont la puissance est de 65 ch ;
- 1.1 CRDI diesel à 3 cylindres dont la puissance est de 75 ch.

À partir de mars 2011 :
- 1.0 essence à 3 cylindres, 12 soupapes, dont la puissance maximale est de 69 ch BVM5 (99 g de CO2, soit un bonus de 200 € en 2012 et 2013) ;
- 1.2 essence de 85 ch BVM5 ou BVA4, rejetant en BVM5 100 g de CO2 (soit un bonus de 200 € en 2012 et 2013).

### Finitions
La gamme française se décompose en 6 niveaux de finitions :
1. Motion : 6 airbags, banquette rabattable, etc.
2. Style (en plus) : radio 4HP, vitres AV électriques, prises USB, fermeture par télécommande, etc.
3. Active (en plus) : climatisation manuelle, antibrouillards, Bluetooth, volant cuir, etc.
4. Premium (en plus) : 6HP, clim automatique, mi cuir, feux automatiques, radar de recul, jantes alliage 14 pouces, vitres AR électriques, etc.
5. Sport : en plus de Premium (sauf radar de recul et vitres AR électriques) : feux à LED, jantes alliage 15 pouces.
6. Urban Chic.

Son rapport prix équipement compétitif et ses excellentes prestations ont été récompensés par L'Argus, qui lui a attribué le « Prix de la Meilleure Citadine Polyvalente 2012 ».
Depuis 2013, une compétition automobile se déroulant dans les pays au nord-est de l'Europe, rassemble des Kia Picanto 1.2 85 ch. C'est la Kia Lotos Race.

## Kia Picanto III

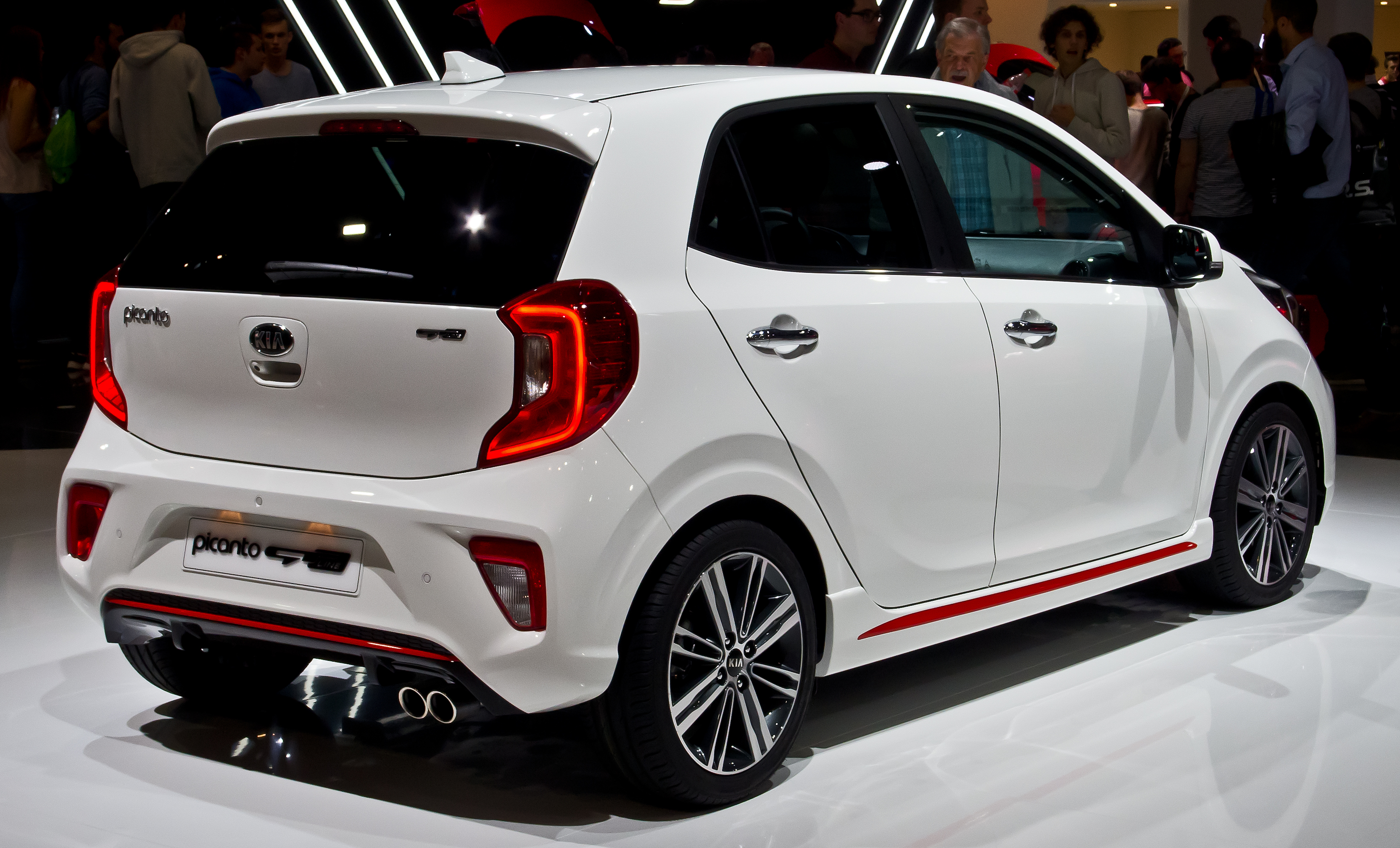
Vue arrière de la Picanto III phase 1

Fin décembre 2016, Kia dévoile des croquis de sa nouvelle Picanto avant les photos officielles en janvier 2017 dans sa version GT Line puis de sa version standard en février.
La GT se démarque par des accents rouges, des jantes de 16 pouces et une double canule d'échappement chromée. Sans révolutionner le design de sa seconde mouture, la nouvelle Picanto évolue avec une calandre "Tiger Nose" renforcée et affirmée. Elle est présentée au salon de Genève 2017 et commercialisée en avril 2017.
Phase 2
La Kia Picanto de troisième génération est restylée au second semestre 2020.
Elle adopte le nouveau logo Kia en 2021.
Phase 3

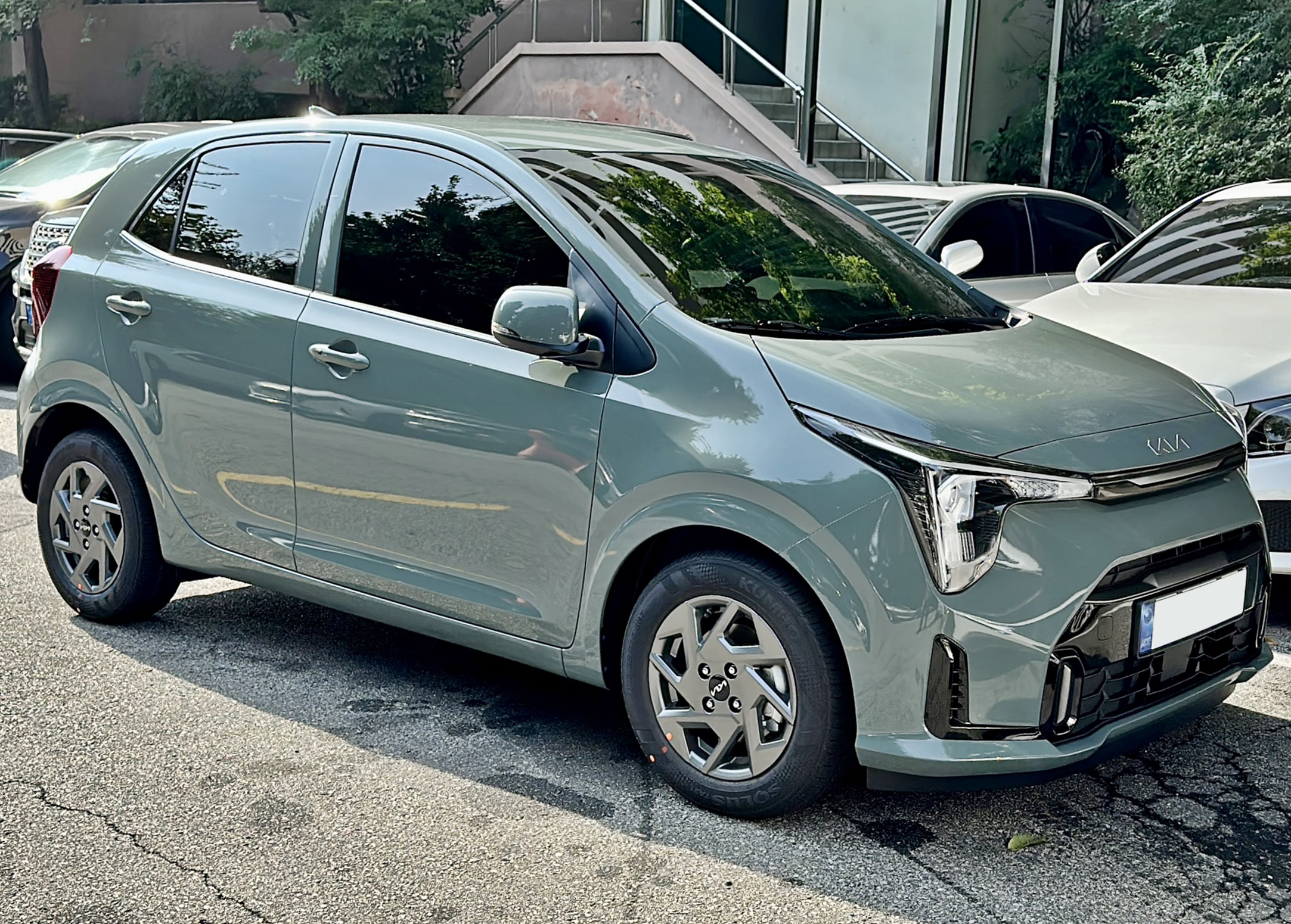
Kia Picanto III phase 3

La Picanto reçoit un second restylage à la mi-2023.

Elle est lancée sur le marché français en mars 2024.

### Motorisations
| Logo de Kia                                       | Kia Picanto III     | Kia Picanto III     | Kia Picanto III        | Kia Picanto III     |
| Logo de Kia                                       | 1.0 MPi             | 1.2 MPi             | 1.2 MPi                | 1.0 T-GDI           |
| ------------------------------------------------- | ------------------- | ------------------- | ---------------------- | ------------------- |
| Moteur                                            | 3-cylindres essence | 4-cylindres essence | 4-cylindres essence    | 3-cylindres essence |
| Alimentation                                      | Atmosphérique       | Atmosphérique       | Atmosphérique          | Turbocompressé      |
| Cylindrée (cm3)                                   | 998                 | 1 248               | 1 248                  | 998                 |
| Puissance maximale ch (kW)                        | 67                  | 84                  | 84                     | 100                 |
| au régime de (tr/min)                             | 5 500               | 6 000               | 6 000                  | 4 500               |
| Couple maximal (N m)                              | 96                  | 122                 | 122                    | 171.5               |
| au régime de (tr/min)                             | 3 500               | 4 000               | 4 000                  | 4 000               |
| Boîte de vitesses                                 | Manuelle 5 rapports | Manuelle 5 rapports | Automatique 4 rapports | Manuelle 5 rapports |
| Transmission                                      | Traction            | Traction            | Traction               | Traction            |
| Vitesse maximale (km/h)                           | 161                 | 173                 | 161                    | 180                 |
| 0-100 km/h (s)                                    | 14,3                | 12,0                | 13,7                   | 10,1                |
| Consommation (L/100 km) urbain/extra-urbain/mixte | 5,9/4,4/4,9         | 6,3/4,6/5,2         | 6,6/5,5/5,9            | 5,6/4,1/4,6         |
| Émissions de CO2 (g/km)                           | 113                 | 119                 | 136                    | 106                 |
| Capacité du réservoir (L)                         | 35                  | 35                  | 35                     | 35                  |
| Masse à vide (kg)                                 | 860                 | 864                 | 884                    | 933                 |
| Norme environnementale                            | Euro 6              | Euro 6              | Euro 6                 | Euro 6              |

### Finitions
- Motion
- Active
- Design
- GT Line
- X Line

Série spéciale
- First Edition (2024)[20]

#### Picanto X-Line
Kia présente au salon de Francfort 2017 une version baroudeuse de sa Picanto nommée Picanto X-Line dotée d'un moteur 1.0 T-GDi de 108 ch qui se distingue par des sabots de protection, de nouveaux boucliers et des arches de roue. Elle est commercialisée en France par intermittence.

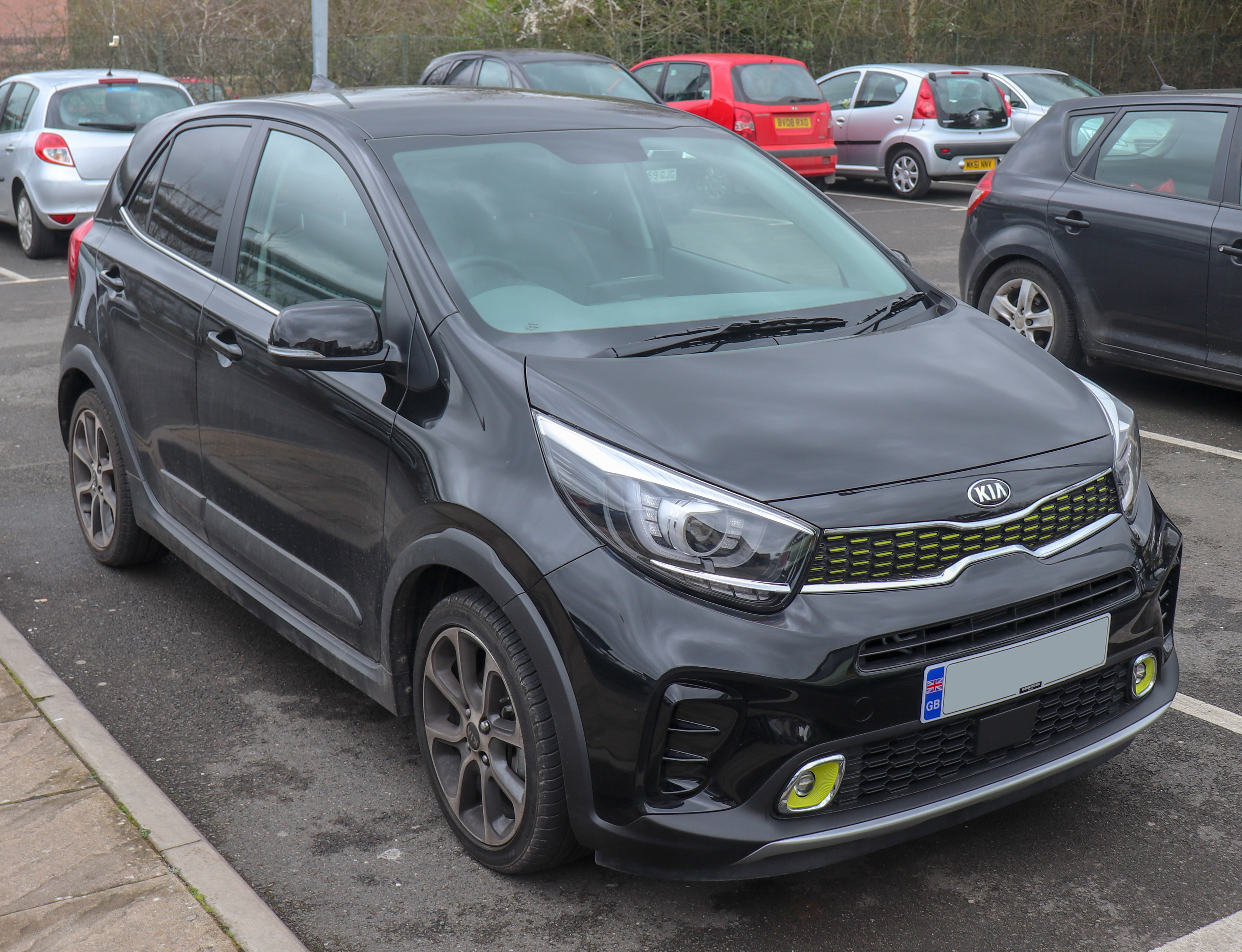
Kia Picanto III phase 1 X-Line
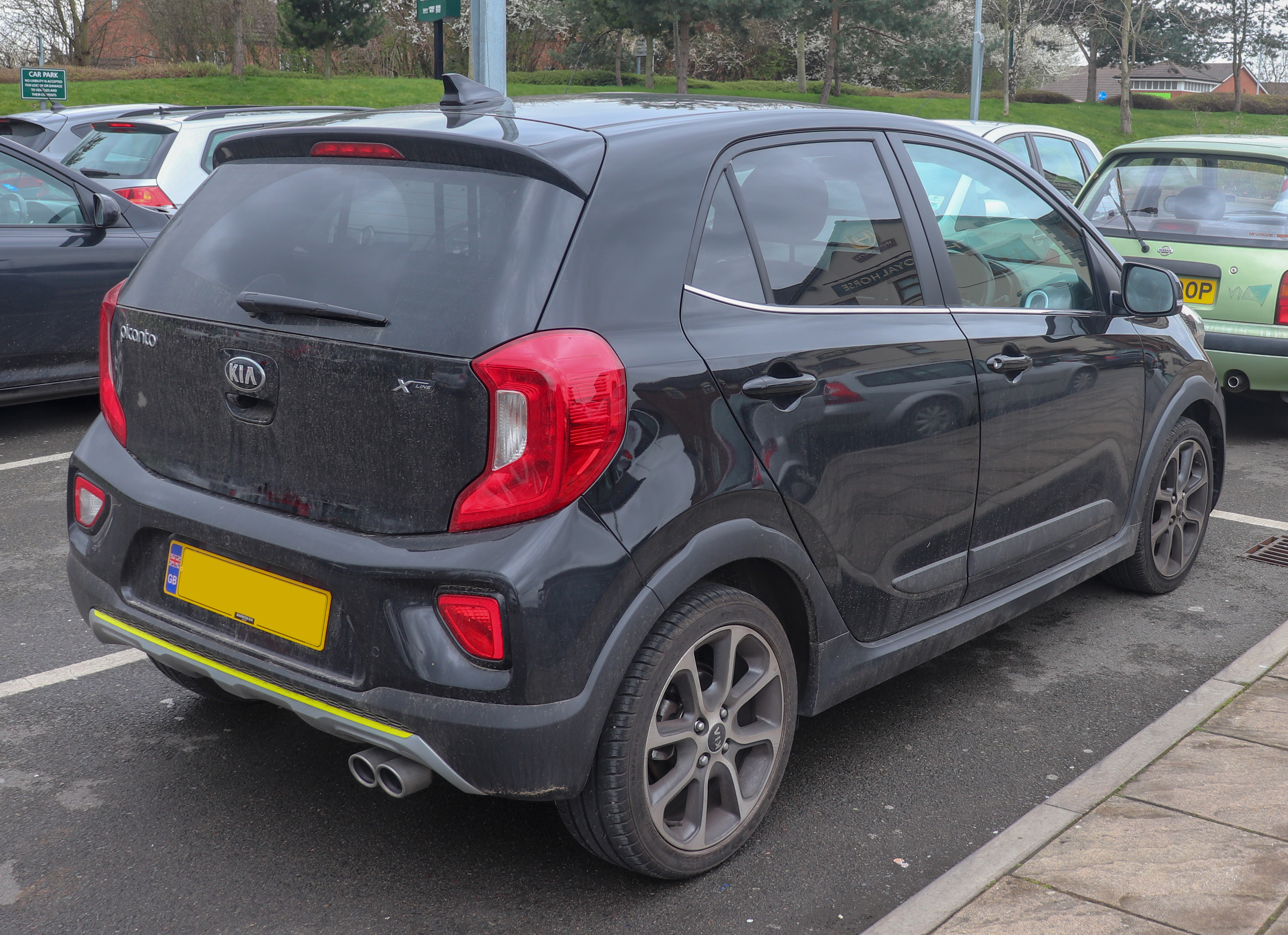
Kia Picanto III phase 1 X-Line
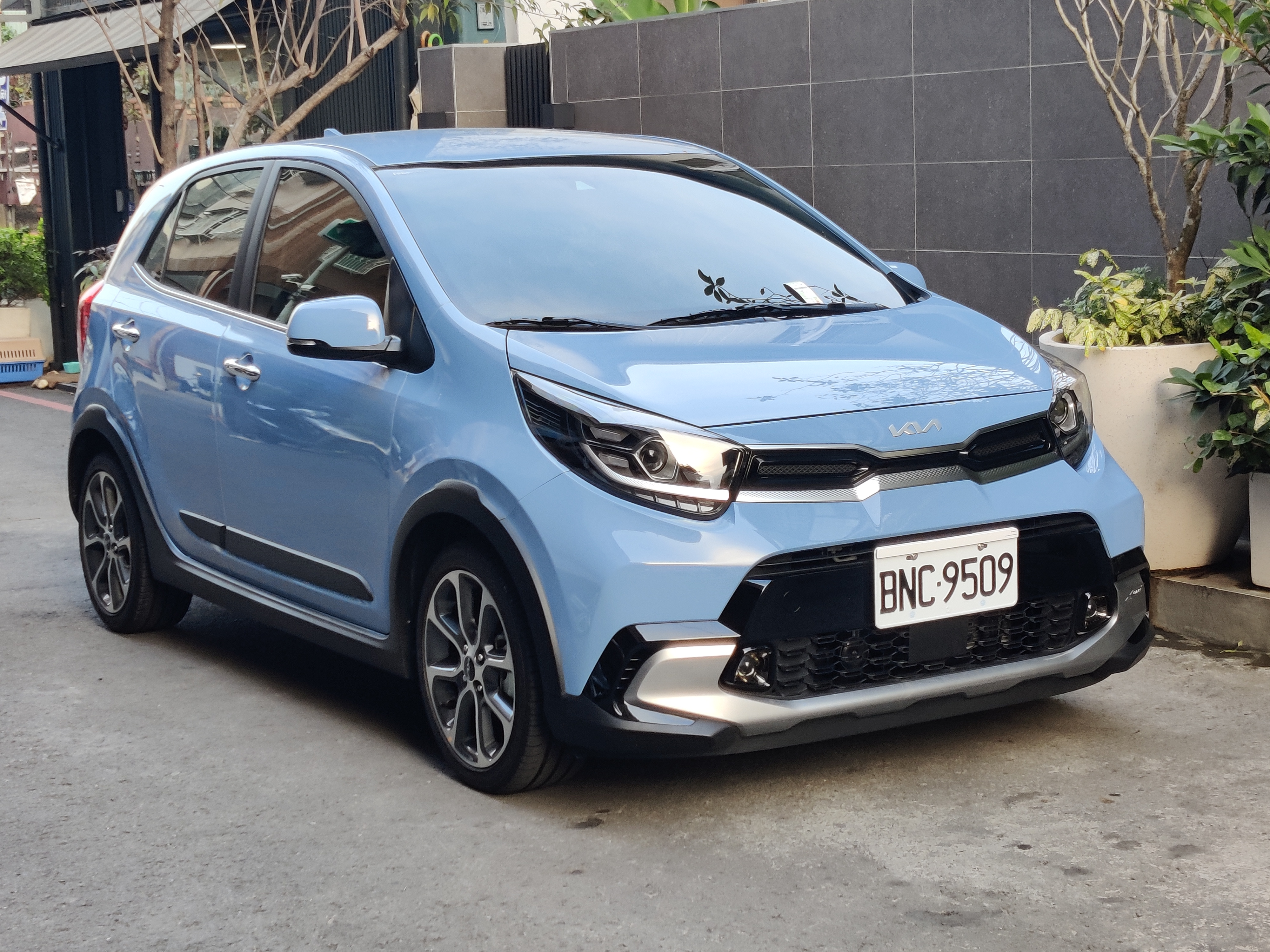
Kia Picanto III phase 2 X-Line
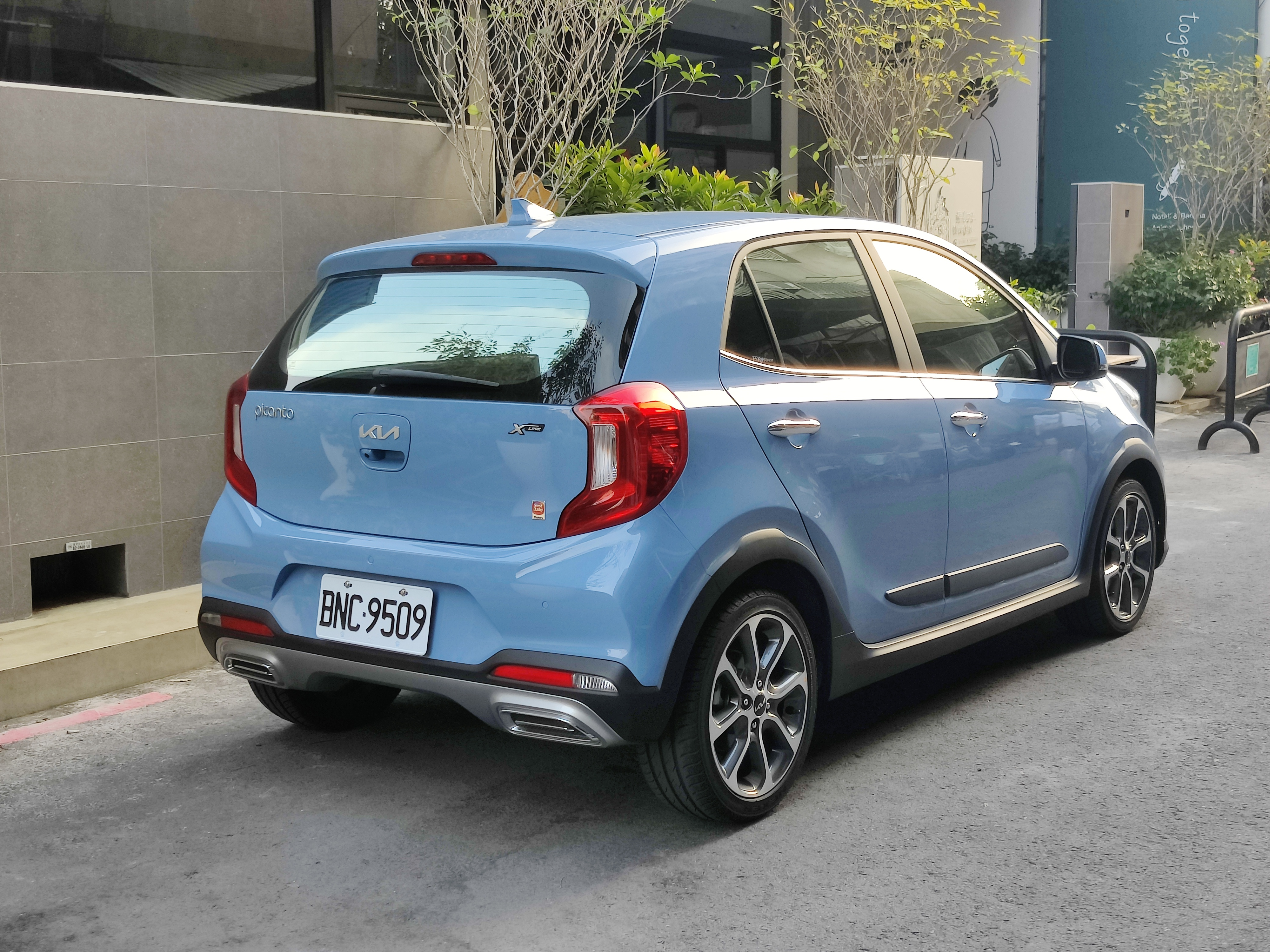
Kia Picanto III phase 2 X-Line